# كأس الكؤوس الإفريقية 1990
كأس الكؤوس الأفريقية 1990 هو الموسم 16 من كأس الكؤوس الأفريقية. أشرف على تنظيمه الاتحاد الأفريقي لكرة القدم، وكان عدد الأندية المشاركة فيه 36، وفاز فيه بي سي سي ليونس ‏.